# Barumini
Barumini is een gemeente in de Italiaanse provincie Zuid-Sardinië (regio Sardinië) en telt 1395 inwoners (31-12-2004). De oppervlakte bedraagt 26,6 km², de bevolkingsdichtheid is 52 inwoners per km².

## Demografie
Barumini telt ongeveer 519 huishoudens. Het aantal inwoners daalde in de periode 1991-2001 met 4,2% volgens cijfers uit de tienjaarlijkse volkstellingen van ISTAT.
| Jaar | Inwoneraantal |
| ---- | ------------- |
| 1991 | 1475          |
| 2001 | 1413          |

## Geografie
De gemeente ligt op ongeveer 202 m boven zeeniveau.
Barumini grenst aan de volgende gemeenten: Escolca (CA), Gergei (CA), Gesturi, Las Plassas, Tuili, Villanovafranca.